# 金剛 (2005年電影)
是2005年上映的美國冒險片，作為1933年版和1976年版的同名電影的翻拍，描述人類來到一座秘境島嶼拍攝電影時，遇見島嶼上的巨大猩猩「金剛」。電影由彼得·傑克森所執導，娜歐蜜·華茲、傑克·布萊克、安卓亞·布洛迪和安迪·瑟克斯等演員演出。
電影在紐西蘭進行拍攝，於2005年12月14日時在北美上映，最後獲得5.56億美元的全球票房。不但票房取得優異成績，還作為2005年票房第五高的電影，家庭DVD發行也獲得將近1億美元的收入。電影獲得多數讚賞多數評價稱讚其視覺效果、演出、以及奇觀感都超越1933年電影版本。
在第78届奥斯卡金像奖上，電影分別獲得最佳視覺效果、最佳音效、最佳音效剪輯及最佳藝術指導提名，其中前三項獲獎。

## 劇情
1933年，美國紐約正值經濟大蕭條最嚴重的時期，歌舞雜耍演員安·黛洛所工作的劇院倒閉後，無處可去的她被一位當時所拍電影急缺女主角的導演卡爾·丹漢在街上相中。安得知卡爾電影的劇本由自己崇拜的劇作家傑克·卓斯科編寫，於是答應參演後陪卡爾登上準備前往新加坡拍攝電影的貨輪「冒險號」（英語：SS Venture）。但實際上，卡爾這次電影拍攝沒有經過製片商許可，而真正目的地則是一張地圖上所標註的秘境「骷髏島」：一座位於印度洋海域、從未有人涉足過的失落島嶼。在航行的幾個星期下來，喜愛雜耍的安很快就跟船員們打成一片，乃至跟傑克相戀。冒險號船長恩格霍恩從一開始就對目的地有著不詳預感，直到他收到緊急電報，得知卡爾因為這次非法拍攝而已被製片方下達逮捕令，於是立即改變航向駛向緬甸仰光。
冒險號剛改變航向就很快駛入一團迷霧中，船在前方模糊及無法識別方位的情況下，反而歪打正著抵達骷髏島，但整艘船也被卡在礁石上。卡爾私自帶領劇組全員上島拍攝，卻不慎踏入一群野蠻土著的村落導致兩人死亡，最後還是恩格霍恩帶領船員及時前來營救他們。回船上後，冒險號雖然靠減輕重量脫離礁石，但傑克突然發現安被溜上船的土著擄走，所有船員於是攜帶大量武器回島上救她。土著女長老將安綁在吊橋降至城墻另一頭，作為祭獻給一隻居於島上森林中的巨型大猩猩「金剛」的貢品。傑克等船員雖然趕到村莊並嚇跑所有土著，但發現安已經被金剛抓至森林裡消失。於是，恩格霍恩的大副海耶斯率領船員組成救援隊深入叢林營救安，跟著金剛的足跡一路來到島嶼深處，途中遇上恐龍、猛獸等等巨型生物，每當經過一段路都會犧牲一些人，卡爾則面不改色地邊走邊拍下全過程。
安被金剛帶往一座遺跡裡，屢次試圖逃亡卻還是被金剛發現，最後靠她擅長的雜耍、使金剛認為自己被愚弄而離開她。當傑克的隊伍來到一座峽谷上方過獨木橋時，金剛前來干預導致海耶斯與多名船員掉進峽谷墜亡，而眾人所在的獨木橋也被金剛扔下去。倖存的傑克、卡爾與船員吉米一行人在峽谷裡對抗一大群巨型昆蟲，就在無法抵擋下去時，恩格霍恩及時趕來支援，放槍殺死所有昆蟲才救出他們。但由於拍攝的影片全部摔壞，卡爾決定僱用擅長捕捉珍稀动物的恩格霍恩來抓金剛。安在森林裡逃竄過程中同樣遭遇不少巨型生物，最後還被兩條暴龍追著跑。而金剛突然跳出來靠蠻力殺死三條暴龍救下安，這讓安對金剛非常感激，於是自願爬上牠的肩膀一起來到牠的洞穴裡的巢穴。傑克脫隊獨自來到金剛的巢穴救走安，途中不慎將金剛吵醒，趁金剛被洞穴的蝙蝠包圍時，傑克帶著安靠抓住一隻蝙蝠而飛離洞穴，掉入並順著河流回到土著村落。金剛急切想追回安而全速衝入村落卻中埋伏，卡爾帶頭向金剛釋放大量氯仿。即使安懇求卡爾放過牠，金剛還是被制伏並被船運回美國。
回到紐約後，卡爾靠抓獲金剛名利雙收，在百老匯劇院舉行《金剛：世界第八大奇跡》，為觀眾展示被鉻鋼製的鐵鏈鎖住的金剛。由於安拒絕參演，劇組便挑選一名與安非常相似的金髮女演員達到演出效果。然而，金剛發現該女子不是安後發怒，加上被相機的閃光燈刺激，用蠻力掙脫出鐵鏈、闖出劇院、在時報廣場上四處尋找安。傑克冒險開車引走金剛，險些被打死之際，穿白裙的安及時現身讓金剛冷靜下來，兩者來到中央公園的冰湖上相處過程中，軍隊抵達展開猛烈攻擊，使金剛帶著安逃離至帝國大廈頂端。不久，六架雙翼機旋繞在大廈周圍，金剛盡全力對打而擊落其中三架，但仍身負數槍之下力竭而死，最後在安的注視下從樓頂墜落下去。悲傷的安則跟追上來的傑克相擁，而樓底下的市民、記者和警方紛紛趕來圍觀金剛的遺體，卡爾來到他們面前用一句話總結：「並不是飛機，是美女殺死野獸」。

## 演員
| 演員                               | 角色                                      | 備註 |
| 娜歐蜜·華茲 Naomi Watts            | 安·黛洛 Ann Darrow                        | 失意的舞台劇演員，擅長跳舞雜耍、逗人開心，身無分文之下被卡爾·丹漢相中作為電影女主角，上島過程中被土著祭獻給金剛。                      |
| 安卓亞·布洛迪 Adrien Brody         | 傑克·卓斯科 Jack Driscoll                 | 才氣縱橫的劇作家，身為卡爾拍攝電影的編劇，他剛好是安所崇拜的作家，於這次拍攝和她相遇並相戀。                                           |
| 傑克·布萊克 Jack Black             | 卡爾·丹漢 Carl Denham                     | 野心勃勃的電影導演，實力不被製片方重視，得到骷髏島地圖後不惜冒死拍攝，將他所有賭注都放在這次拍攝上。                                   |
| 湯瑪斯·科瑞奇曼 Thomas Kretschmann | 恩格霍恩船長 Captain Englehorn            | 冒險號的船長，受卡爾僱用航向骷髏島，有豐富的航海經驗，同時也擅長捕捉珍稀動物，並不相信卡爾的判斷。                                     |
| 安迪·瑟金斯 Andy Serkis            | 金剛 King Kong                            | 一隻二十五英呎高的大猩猩，歲數在120到150歲之間，在骷髏島稱王並被土著封為守護神。由安迪·瑟金斯以動作捕捉方式演繹、加上CGI方式刻畫出來。 |
| 安迪·瑟金斯 Andy Serkis            | 蘭皮 Lumpy                                | 冒險號上的廚師、理髮師兼醫師，一位非常勇敢的水手，和老崔是挚友，原來曾經聽過金剛的傳聞。                                               |
| 柯林·漢克斯 Colin Hanks            | 普雷斯頓 Preston                          | 卡爾的私人助理，個性神經質卻誠實，不像卡爾一樣貿然行事。                                                                               |
| 埃文·帕克 Evan Parke               | 班傑明·「班」·海耶斯 Benjamin "Ben" Hayes | 冒險號的大副，身為一戰老兵，有作戰和航海的經驗，將吉米一手帶大。                                                                       |
| 傑米·貝爾 Jamie Bell               | 吉米 Jimmy                                | 冒險號的年輕水手，桀驁不馴、相當叛逆，曾是海耶斯在冒險號貨倉內找到的孤兒。                                                             |
| 凱爾·錢德勒 Kyle Chandler          | 布魯斯·巴克斯特 Bruce Baxter              | 一位以冒險電影聞名的男演員，雖然飾演過多數硬漢角色，但他本人其實非常膽小。                                                             |
| 黃意誠 Lobo Chan                   | 老崔 Choy                                 | 冒險號上的華裔水手，跟蘭皮是摯友關係。                                                                                                 |

## 製作過程

#### 初期嘗試

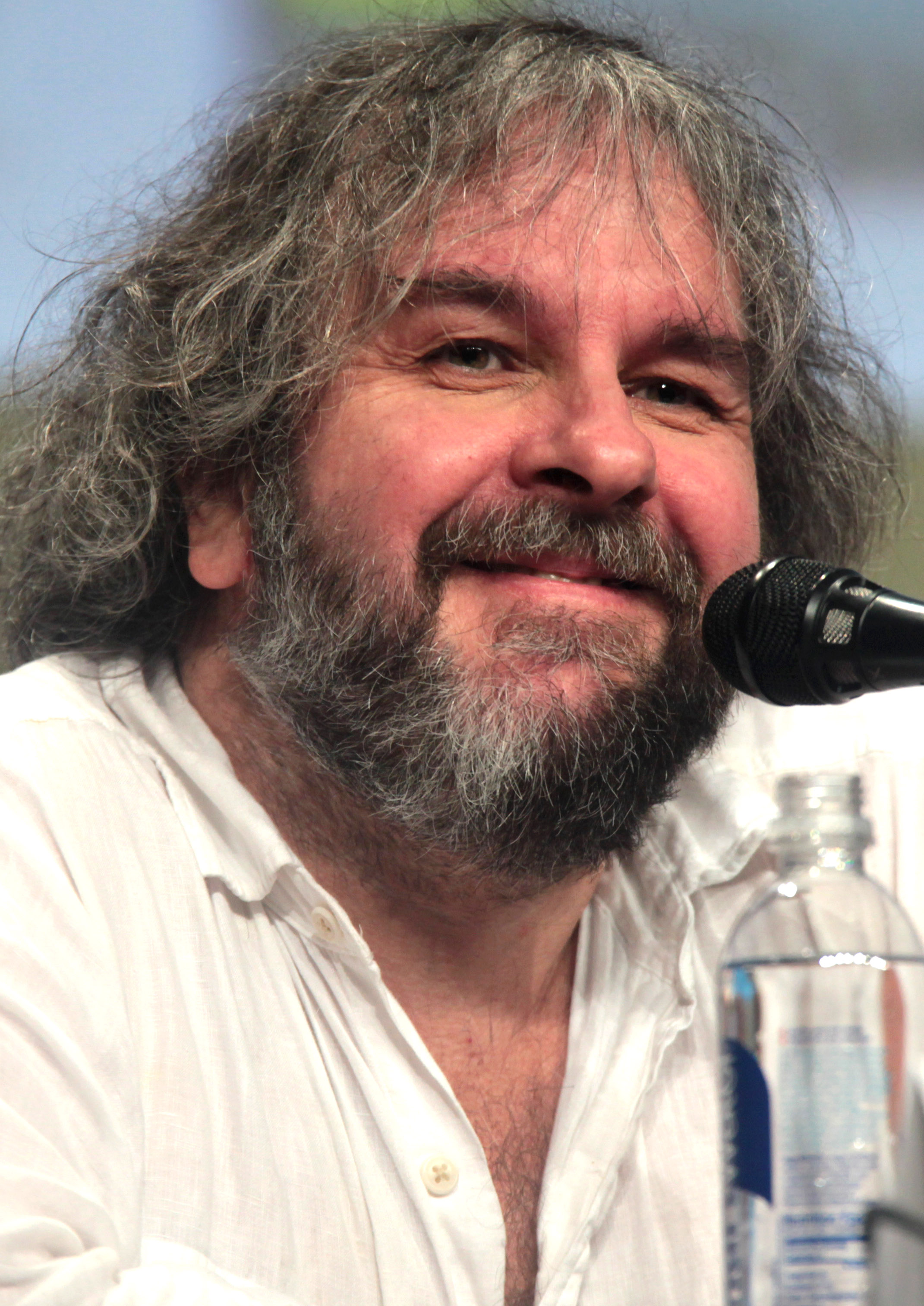
本片的導演彼得·杰克逊

彼得·杰克逊第一次看《金刚》（1933年）是在9歲的時候，金剛之死的結局讓電視機前的他哭了。12歲時，傑克森嘗試自己打造那部電影，他用了父母的超8攝影機以及一個金剛的模型，模型的材料是金屬絲和橡膠，毛髮則是用母親的皮草大衣製成。但他最終放棄了這個計畫。《金剛》到頭來成了傑克森最喜歡的電影，也是啟發青少年時期的他成為電影製作人的主要因素:317。他讀了關於《金剛》幕後製作和紀念性質藏品的書，還有電影雜誌《電影世界的著名怪獸》的文章等:317。在1992年電影作品《新空房禁地》當中，傑克森將骷髅岛設定為殭屍傳染病的起源地，以此向《金剛》致敬:181。
傑克森剛開始往美國電影界發展時，环球影业看到傑克森為電影《恐怖幽灵》做的前期成果並感到驚艷，希望與傑克森合作其他電影，將執導《黑湖妖潭》翻拍版的機會交給傑克森:320。傑克森謝絕提議，不過環球影業注意到傑克森對《金剛》的迷戀，在《恐怖幽灵》的終剪版出爐幾個月前:209就給了他翻拍《金剛》的機會:320。傑克森一開始拒絕掉《金剛》，但他後來擔心其他人會把它拍成爛片，最後選擇答應:209。環球影業無須擔心雷电华电影（1933年電影的製片公司）會提出電影版權相關的法律訴訟，因為金剛這個角色已經處於公有领域。
但是在當時，傑克森也和哈維·溫斯坦（米拉麥克斯影業的老闆）一同籌畫《哈比人歷險記》與《魔戒》的改編電影，二十世紀影業也嘗試聘請傑克森去執導《決戰猩球》，他必須決定眾所矚目的下一部作品要拍《金剛》還是別的。最後傑克森選擇拍《金剛》，並告訴溫斯坦等《金剛》拍完後他就會拍《魔戒》。:322-325溫斯坦表現得非常不滿，傑克森試著提出讓環球影業和米拉麥克斯影業都滿意的提議，即兩家公司一同投資《金剛》和《魔戒》並分紅。環球影業將得到《金剛》美國票房的利潤，米拉麥克斯得到外國地區的，《魔戒》則互換。:326-327協議談妥後，傑克森在1996年4月回到紐西蘭的惠灵顿，與其妻法蘭·華許開始編寫劇本:328-329。當時的劇本草稿並未拍成最後的電影，亦偏離原著小說和1933年版電影:329。當中安·黛洛是知名英國考古家林伍德·黛洛勛爵（Lord Linwood Darrow）的女兒，傑克則是前第一次世界大战戰鬥機飛行員，因摯友戰死而處於悲傷。父女倆在蘇門答臘考古時遇到正在當地拍片的丹漢，他們發現一座隱藏的金剛雕像和骷髏島的地圖。當局禁止有關金剛的調查並出手逮人，安與傑克逃到丹漢的船「冒險號」上，他們一起前往骷髏島。:321-323該草稿充斥動作場面，傑克森稱之類似印第安纳·琼斯電影:182。
環球影業批准該劇本草稿，羅拔·湛米基斯擔任執行製片人，電影的前期製作正式開始。拍攝預計在1997年的某個時間點開始，好讓電影在1998年夏季上映。:323维塔数码與维塔工作室開始著手製作初期視覺特效測試:323，特別是打造CGI版的1933年紐約市的複雜工程:333。傑克森和華許著手編寫第二稿，場景設計持續進行當中，蘇門答臘和紐西蘭的勘景工作也是:333。1996年後半，傑克森搭機前往《泰坦尼克号》製作現場，試著邀請女演員凱特·溫斯蕾演出《金剛》，蜜妮·卓芙也是考慮人選:209。對於傑克與丹漢兩個角色，傑克森心目中的人選分別是佐治·古尼與罗伯特·德尼罗:184。然而，《金剛》的籌備過程在1997年1月停止，原因包含環球因《恐怖幽灵》票房失利而對傑克森失去信心:324，且未來將面臨《酷斯拉》和其他人猿相關的重拍片如《巨猩喬揚》。當時维塔数码與维塔工作室已經做的設計工作相當於六個月量的前期製作:177。傑克森隨後開始與新線影業合力製作魔戒電影三部曲:322。

#### 企劃復甦
在《指环王：护戒使者》和《指环王：双塔奇兵》叫好又叫座的情況下，環球影業在2003年3月與傑克森開會討論重啟《金剛》的製作，傑克森將在《魔戒三部曲：王者再臨》完成後開始製作《金剛》。環球影業計畫讓《金剛》在2005年聖誕節上映，傑克森和華許打算重新編劇，並找來《魔戒》電影的編劇同事菲利帕·鮑恩斯幫忙。2003年10月，傑克森、華許和鮑恩斯開始編寫新的劇本，他們選擇以1933年電影為新劇本的基底，而非1996年的劇本:178。傑克森將《魔戒》的編劇經驗用於撰寫新的《金剛》劇本:182。演員方面，2003年9月有報導稱娜歐蜜·華茲獲邀飾演女主角，她在2004年1月證實出演。2004年3月，傑克·布萊克與安卓亞·布洛迪加入劇組。
维塔数码與维塔工作室在完成《魔戒三部曲：王者再臨》後馬上投入《金剛》的前期製作:180。傑克森找來魔戒電影三部曲的大部分班底，包含攝影指導安德鲁·莱斯尼、藝術指導葛蘭特·梅傑、美術指導西門·布萊特與丹·漢納、概念設計師阿兰·李、特效總監理查·泰勒、視覺效果總監喬·萊特里，以及剪輯師傑米·賽爾柯克等人:325。傑克森邀請新線影業與環球影業一同製作《金剛》，但新線影業婉拒:540-541。環球影業和傑克森原本擬定了1.5億美元的製片預算，但最終增加到1.75億美元。傑克森和環球影業做好協議，他將得到2000萬美元的薪資，以及身兼導演、製片人和編劇之一而得到的票房兩成分紅。傑克森將他的收益與華許和鮑恩斯分享。不過，若《金剛》的1.75億美元預算超支，罰金將由傑克森一概支付。

### 拍攝
2004年9月6日，本片的主体拍摄於紐西蘭米拉瑪的坎伯當製片廠（Camperdown Studios）開始:526。該製片廠容納了原住民村莊和巨牆，而紐約市的街道則搭建在外景片場:526。大部分的「冒險號」場景是在等大小的甲板上拍攝，甲板搭建於製片廠的停車場，拍攝時的背景都是綠幕，於後製中用數位技術加入海:527。金剛逃出的百老匯劇院拍攝於威靈頓歌劇院和奥克兰市民剧院:527。劇組也在石街製片廠（Stone Street Studios）拍片，該製片廠為了容納本片的其中一個布景而新建了一個摄影棚。一路拍攝下來，本片的製作預算從1.75億美元增加到2.07億美元，原因在於額外的視覺特效需求，以及傑克森將本片的片長加長了三十分鐘。傑克森自行包辦超出預算的3200萬美元，並在2005年3月完成了拍攝:527。
電影的製作預算從原本的1.5億美元增加至當時破紀錄的2.07億美元，並收到紐西蘭當局給的3400萬美元補貼金，使本片一度是史上耗資最多的電影。環球影業的主管在看過本片未完成的狀態後反應熱烈，環球影業這才應允了這筆支出。本片的營銷和宣傳花費估計為6000萬美元。電影的片長也有增加，原本設定為135分鐘，沒多久就變成200分鐘，逼得環球影業的主管搭機到紐西蘭來看粗剪版，看過後始得放心。其他製作上的難題還包含傑克森在電影上映前七周時，決定把配樂家霍华德·肖換成詹姆斯·紐頓·霍華。

### 視覺特效
2004年6月，報導稱片中的金剛將由安迪·瑟克斯飾演，並借助动作捕捉技術加以呈現。傑克森將本片視為技術創新的機會，指派维塔数码的克利斯汀·瑞佛斯去監督金剛在各方面的呈現。:201傑克森在初期就決定不讓金剛的行為像人類，因此他和他的團隊花時間研究了大猩猩影片。為了準備演出，瑟克斯在伦敦动物园與大猩猩相處。瑟金斯隨後前往卢旺达旅行，觀察大猩猩在野外環境的動作和行為.。瑞佛斯解釋道，用在瑟克斯身上的臉部表現捕捉之所以能如此細緻，是因為人臉和大猩猩臉的相似度。「大猩猩有相似的眼睛和眉毛組合，你可以看著牠們的表情並將你的詮釋轉移上去。」 。在動畫製作的早期階段，銀背大猩猩的照片也被疊加在金剛的圖上。瑟克斯每天做兩個小時的動作捕捉化妝，有135個小標記黏在臉上各處。繼主體拍攝之後，瑟克斯必須花額外的兩個月來做動作捕捉，模擬金剛的動作來提供素材給本片的數位動畫師。除了金剛以外，骷髅岛上也棲息著恐龙和其他大型動物相。設計師們受到道格爾·狄克森的作品所影響，想像了6500萬年以上的獨立演化對恐龍和其他生物會有什麼樣的影響。

## 音樂
本片的配樂原定要由霍华德·肖譜寫，且他也已為本片創作了幾個Cue note。肖與傑克森產生創作上的分歧，肖因此在2005年10月退出了本片，後續由詹姆斯·紐頓·霍華接替他的職位。配樂工作於2005年10月末啟動，這麼一來霍華只有5週的時間，也因此他覺得本片是「最難做的電影」。本片的錄音在加利福尼亚州的Sony Scoring Stage和洛杉矶的Todd-AO進行，成員組合有108人組（108-piece）的管弦樂團和40人的合唱團，並使用了多種樂器。
本片的電影原聲帶收錄艾爾·喬遜錄製的I'm Sitting on Top of the World、佩姬·李的Bye Bye Blackbird，和馬克斯·史坦納創作的1933年版電影曲目。原聲帶於2005年12月7日由迪卡唱片發行，獲得良好評價。出自霍華德手筆的配樂稍後入圍了金球奖最佳原创配乐奖。
曲目列表：
1. "King Kong" – 1:09
2. "A Fateful Meeting" – 4:16
3. "Defeat Is Always Momentary" – 2:48
4. "It's in the Subtext" – 3:19
5. "Two Grand" – 2:34
6. "The Venture Departs" – 4:03
7. "Last Blank Space on the Map" – 4:43
8. "It's Deserted" – 7:08
9. "Something Monstrous… Neither Beast Nor Man" – 2:38
10. "Head Towards the Animals" – 2:48
11. "Beautiful" – 4:08
12. "Tooth and Claw" – 6:17
13. "That's All There Is…" – 3:26
14. "Captured" – 2:25
15. "Central Park" – 4:36
16. "The Empire State Building" – 2:36
17. "Beauty Killed The Beast (Part I)" – 1:59
18. "Beauty Killed The Beast (Part II)" – 2:22
19. "Beauty Killed The Beast (Part III)" – 2:14
20. "Beauty Killed The Beast (Part IV)" – 4:45
21. "Beauty Killed The Beast (Part V)" – 4:13

## 上映與票房

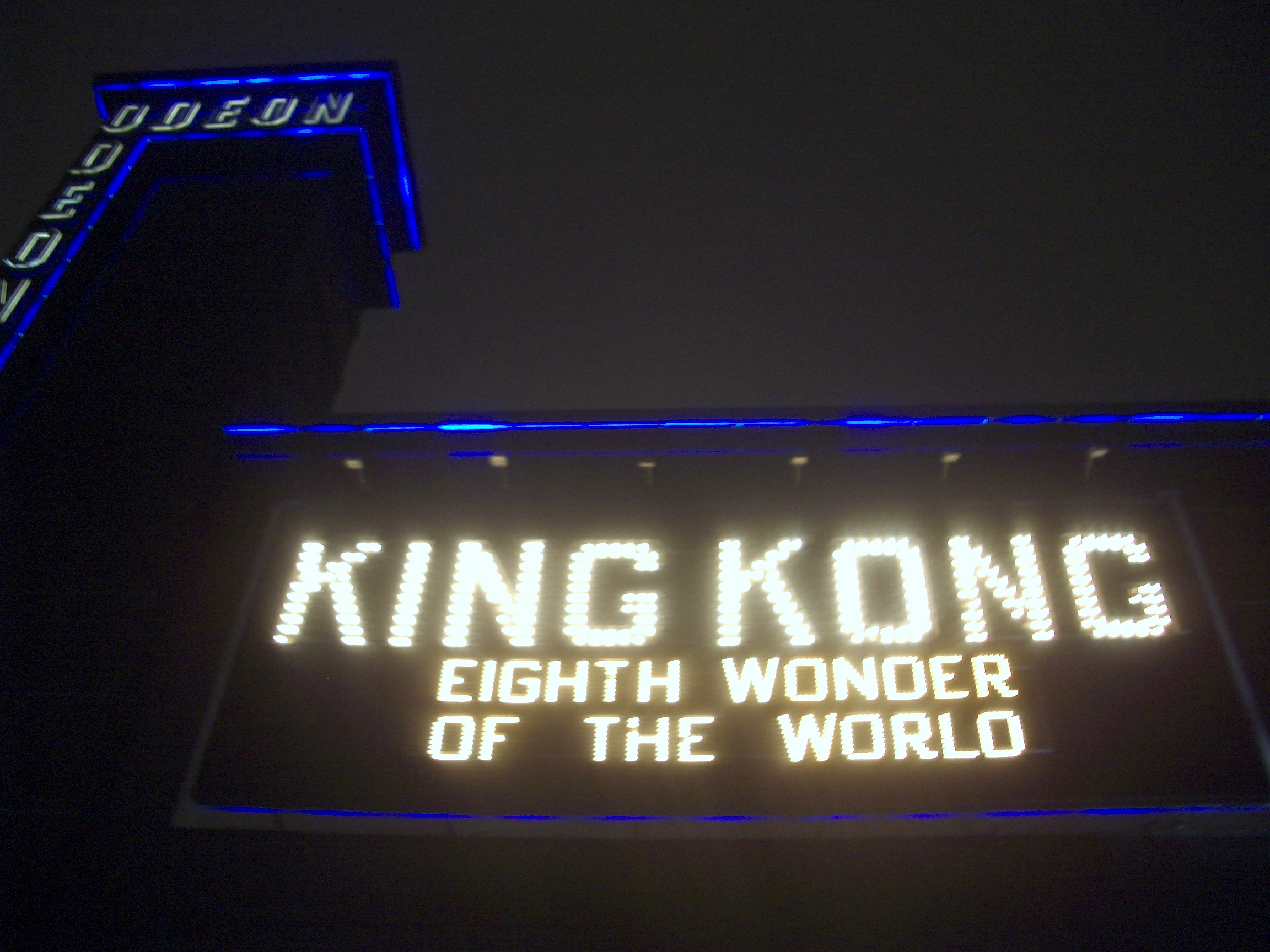
倫敦萊斯特廣場奧迪安電影院首映時的廣告版

《金剛》首映日票房進帳$970萬美元，首週開映票房開出$5010萬美元強差人意的成績，環球影業執行部門指出，電影試映宣傳的成效不佳，票房未如預期。媒體甚至推測電影在上映當週過後，隔週票房即會疲軟下跌，如此一來製作預算花費高達$2.07億美元難以回本。開映首週票房五千多萬美元對於大部分電影已經足夠，但電影龐大的預算和行銷宣傳活動，對於票房的期望更大。
然而《金剛》不負眾望留住觀眾，在接連假期週末維持良好票房成績，最後打破紀錄在北美地區票房賺進$2.18億美元，使他排進2005年北美地區前五票房紀錄。《金剛》在全球市場的票房表現更是優異，非北美地區就達到$3.32億美元，全球總計共開出$5.50億美元的票房成果，排進2005年全球前五票房紀錄。而台灣地區總票房就破一億大關的成績，2005年電影票房紀錄中排名第三位。
| 上一届： 《納尼亞傳奇：獅子·女巫·魔衣櫥》 | 2005年全美週末票房冠軍 12月18日、12月25日 | 下一届： 無 |
| 上一届： 《哈利波特－火盃的考驗》         | 2005年台北週末票房冠軍 12月18日、12月25日 | 下一届： 無 |

## 評價
影評家給予《金剛》相當良好的評價，根據電影評論網站爛番茄，平均分數達到84%正面的評價。電影中最為普遍的批評不外乎過度冗長、缺乏步調、過度使用慢動作和一些粗糙可見的CGI特效。讚賞的部份提及到本作品是少數優良的史詩鉅作，也是2005年全球最佳電影之一。羅傑·艾伯特給予本片四顆星，且列為2005年最佳電影中排行第八。 同時《金剛》也並列為影評家2005年票選十大電影。 電影入圍四項奧斯卡金像獎中得到三項獎座，美國娛樂週刊稱讚電影中的「金剛」真人模擬動畫演出，是2005年電影中最為令人信服的CG角色。

## 獎項
| 獎項         | 獎項         | 結果 |
| ------------ | ------------ | ---- |
| 奧斯卡金像獎 | 最佳美術指導 | 提名 |
| 奧斯卡金像獎 | 最佳音效剪輯 | 獲獎 |
| 奧斯卡金像獎 | 最佳混音     | 獲獎 |
| 奧斯卡金像獎 | 最佳視覺效果 | 獲獎 |

## 加長版

### 三區加长版DVD误导性标题
三区的DVD声称是加长版本。但其实不是加长版，与先前的版本是一样的。异于一区的DVD，三区的版本没有13分钟新增加的片段。时间长度仍然是188分钟（以ntsc计算）。
另外，碟二的区号是2，不能三区的DVD播放，碟二里面没有新的东西。
整个货物都没有加入新的片段，也没有删减片段。

## 電影與文學相關
傑米·貝爾飾演的吉米角色，影片中多次拿出來閱讀的老舊小說，是約瑟夫·康拉德的作品《黑暗之心》，小說內容提及關於原始荒島的旅程，和對人類的剝削利用。影評家多致認為傑克·布萊克在電影中演出的導演卡爾·丹漢，是以美國著名導演奧森·威爾斯為考模。而裡頭的作家傑克·卓斯科，在船艙內找尋休憩的地方，旁有許多動物鐵籠背後有個箱子，上面標明著「蘇門達臘鼠猴－小心被咬！」（Sumatran Rat Monkey — Beware the bite!），鼠猴是彼得·傑克森早期1992年黑色幽默恐怖電影《新空房禁地》的變種生物，凡是被咬到的人類都會屍變成活死人，而鼠猴也是源自於《金剛》中的骷顱島，表現出早期導演對金剛的熱愛。

## 外部連結
- 官方網站 （页面存档备份，存于）
- 互联网电影数据库（IMDb）上《金剛》的资料（英文）
- 爛番茄上《金剛》的資料（英文）
- Box Office Mojo上《金剛》的資料（英文）
- AllMovie上《金剛》的资料（英文）
- Metacritic上《金剛》的資料（英文）
- Kong is King.net （页面存档备份，存于）  - fansite featuring behind-the-scenes footage
- The post production diaries can be found at KongisKing.net （页面存档备份，存于）
- Trailer(s) in HD （页面存档备份，存于）
- The Original King Kong Script （页面存档备份，存于）
- 《金刚》前传之《骷髅岛之王》将拍成电影 （页面存档备份，存于）